# Carl M. Bender
Carl M. Bender (1943) é um matemático e físico estadunidense. É atualmente Wilfred R. and Ann Lee Konneker Distinguished Professor of Physics da Universidade Washington em St. Louis. É também paralelamente professor de física da Universidade de Heidelberg e professor visitante de matemática aplicada e física matemática do Imperial College London.

## Formação e carreira
Bender obteve um B.A. em 1964 na Universidade Cornell. Obteve os graus de M.A. e Ph.D. em física na Universidade Harvard em 1965 e 1969, respectivamente, orientado por Sidney Coleman e Tai Tsun Wu. Foi professor visitante no Instituto de Estudos Avançados de Princeton em 1969-1970.
Recebeu o Prêmio Dannie Heineman de Física Matemática de 2017, "for developing the theory of PT symmetry in quantum systems and sustained seminal contributions that have generated profound and creative new mathematics, impacted broad areas of experimental physics, and inspired generations of mathematical physicists."

## Obras
- Carl M. Bender, Steven Orszag, Advanced Mathematical Methods for Scientists and Engineers: Asymptotic Methods and Perturbation Theory, Springer, 1999, ISBN 978-0-387-98931-0
- Carl M Bender and Stefan Boettcher, "Real Spectra in non-Hermitian Hamiltonians Having PT Symmetry," Physical Review Letters 80, 5243 (1998).
- Carl M Bender, "Making Sense of Non-Hermitian Hamiltonians," Reports on Progress in Physics 70, 947 (2007).
- Carl M Bender, PT Symmetry: In Quantum and Classical Physics, World Scientific Publishing Company, 2018, ISBN 978-1-78634-595-0